# Station Gignac - Cressensac
Station Gignac - Cressensac is een spoorwegstation in de gemeente Gignac in het Franse departement Lot.